# Kamil Semeniuk

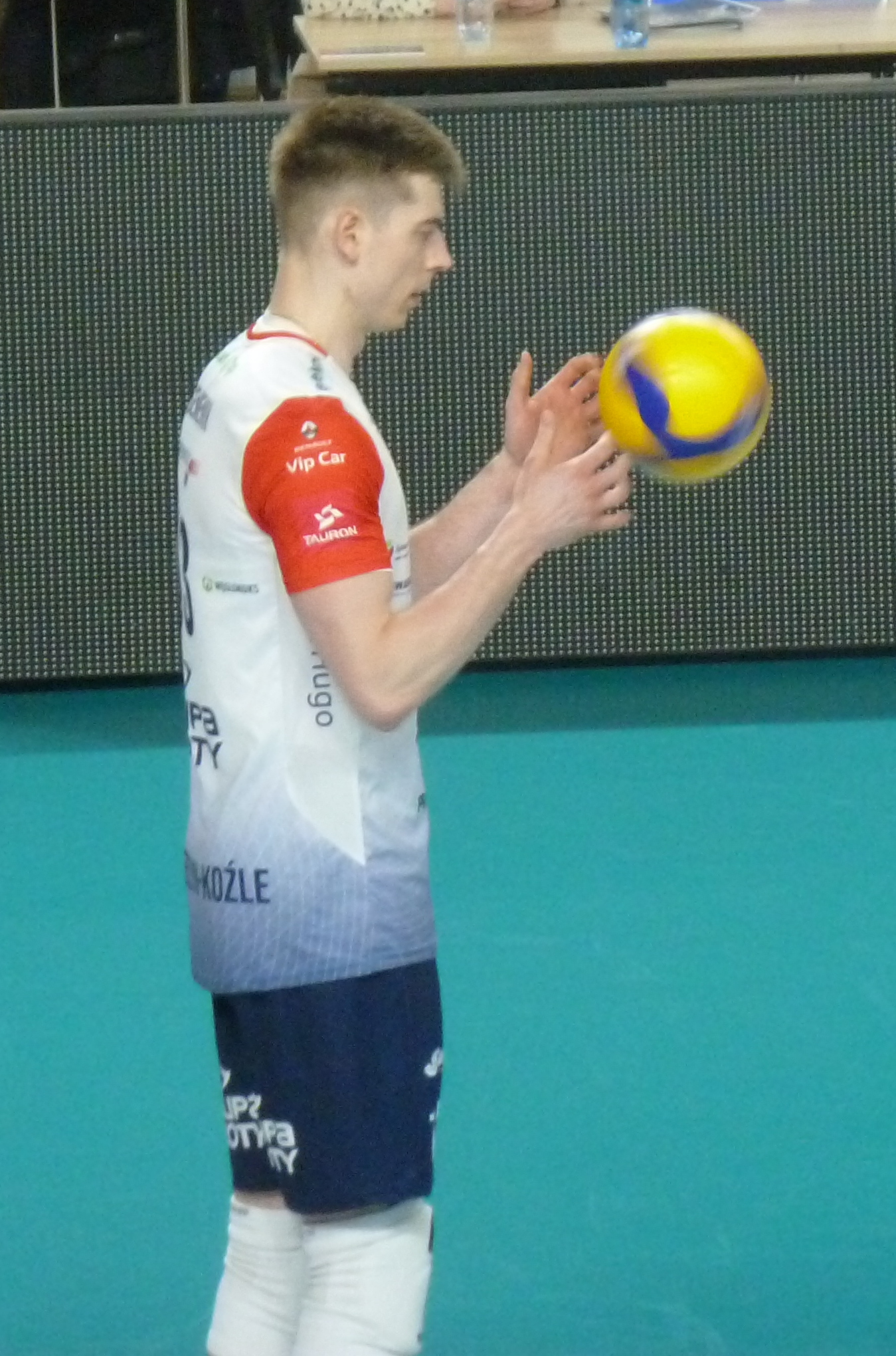
Kamil Semeniuk zawodnikiem Grupy Azoty ZAKSA Kędzierzyn-Koźle w sezonie 2021/2022

Kamil Michał Semeniuk (ur. 16 lipca 1996 w Kędzierzynie-Koźlu) – polski siatkarz, reprezentant Polski, grający na pozycji przyjmującego. 
14 maja 2021 roku zadebiutował w reprezentacji Polski w meczu towarzyskim z Belgią. Srebrny medalista Letnich Igrzysk Olimpijskich 2024.
Swoją przygodę z siatkówką zaczął w Sportowym Gimnazjum nr 5 w Kędzierzynie-Koźlu. 22 sierpnia 2025 roku poślubi swoją narzeczoną Katarzynę Dybciak. Rodzice Kamila Semeniuka naciskali, aby poza siatkówką miał alternatywę na życie, więc kształcił się w kwestiach ekonomicznych w szkole wyższej na menedżera sportu i turystyki.
10  października 2023 roku został ambasadorem marki 99RENT.

## Sukcesy klubowe

### młodzieżowe
Młoda Liga:
- 2015
- 2013

### seniorskie
Mistrzostwo Polski:
- 2016[6], 2017[7], 2022[8]
- 2018, 2021

Puchar Polski:
- 2017[9], 2021, 2022[10]

Superpuchar Polski:
- 2019, 2020

Liga Mistrzów:
- 2021[11], 2022, 2025[12]

Superpuchar Włoch:
- 2022[13], 2023[14], 2024[15]

Klubowe Mistrzostwa Świata:
- 2022[16], 2023[17]

Puchar Włoch:
- 2024[18]

Mistrzostwo Włoch:
- 2024[19]
- 2025[20]

## Sukcesy reprezentacyjne
Letnia Uniwersjada:
- 2019

Liga Narodów:
- 2023[21], 2025[22]
- 2021
- 2022[23], 2024[24]

Mistrzostwa Europy:
- 2023
- 2021

Mistrzostwa Świata:
- 2022[25]

Igrzyska Olimpijskie:
- 2024[26]

## Nagrody indywidualne i wyróżnienia
- 2021: MVP turnieju finałowego Pucharu Polski
- 2022: MVP Super Finału Ligi Mistrzów
- 2022: Najlepszy przyjmujący Mistrzostw Świata[27]
- 2022: Siatkarz roku 2022 według CEV[28]
- 2023: 4. miejsce w 88. Plebiscycie Przeglądu Sportowego[29]

## Odznaczenia
- Krzyż Kawalerski Orderu Odrodzenia Polski – 2024[30]